# Denzelmühle
Denzelmühle ist ein Wohnplatz des Marktes Wilhermsdorf im Landkreis Fürth (Mittelfranken, Bayern). Der Ort liegt in der Gemarkung Wilhermsdorf.

## Geographie
Die ehemalige Einöde liegt am Mühlbach, einem rechten Zufluss der Zenn. Der Denzelberg ist ein Abschnitt der Kreisstraße FÜ 18, die durch Wilhermsdorf verläuft.

## Geschichte
Der Ort wurde 1367 als „Bubenmühle“ erstmals urkundlich erwähnt, als Eberhard von Wilhelmsdorf diese für 150 Heller an das Kloster Heilsbronn verkaufte.
Im Rahmen des Gemeindeedikts wurde Denzelmühle dem 1811 gebildeten Steuerdistrikt Wilhermsdorf und 1813 der Ruralgemeinde Wilhermsdorf zugeordnet. In den amtlichen Verzeichnissen nach 1952 wurde der Ort nicht mehr als Gemeindeteil aufgelistet.

### Baudenkmal
- Denzelberg 1: Wohn- und Mühlengebäude[5]

### Einwohnerentwicklung
| Jahr      | 001836 | 001840 | 001861 | 001871 | 001885 | 001900 | 001925 | 001950 |
| Einwohner | 6      | 6      | 9      | 7      | 12     | 10     | 8      | 8      |
| Häuser    | 1      | 2      |        |        | 2      | 1      | 1      | 1      |
| Quelle    | [ 7 ]  | [ 8 ]  | [ 9 ]  | [ 10 ] | [ 11 ] | [ 12 ] | [ 13 ] | [ 14 ] |

## Religion
Der Ort ist seit der Reformation evangelisch-lutherisch geprägt und bis heute nach St. Martin und Maria (Wilhermsdorf) gepfarrt. Die Einwohner römisch-katholischer Konfession sind nach St. Michael (Wilhermsdorf) gepfarrt.